# IC 321
IC 321 ist eine elliptische Galaxie vom Hubble-Typ E/S0? im Sternbild Eridanus südlich der Ekliptik. Sie ist schätzungsweise 414 Millionen Lichtjahre von der Milchstraße entfernt und hat einen Durchmesser von etwa 70.000 Lichtjahren.

In der gleichen Himmelsregion befindet sich auch die Galaxie NGC 1309.
Das Objekt wurde am 7. Dezember 1891 vom französischen Astronomen Stéphane Javelle entdeckt.